# Lijst van voetbalinterlands Papoea-Nieuw-Guinea - Tonga
Deze lijst van voetbalinterlands is een overzicht van alle officiële voetbalwedstrijden tussen de nationale teams van Papoea-Nieuw-Guinea en Tonga. De landen hebben tot op heden drie keer tegen elkaar gespeeld. De eerste ontmoeting, een kwalificatiewedstrijd voor de OFC Nations Cup 2002, werd gespeeld in Apia (Samoa) op 15 maart 2002. Het laatste duel, een groepswedstrijd tijdens de Pacific Games 2019, vond plaats op 17 juli 2019 in Apia (Samoa).

## Wedstrijden
| № | Plaats | Datum         | Competitie                        | Wedstrijd                   | Uitslag |
| - | ------ | ------------- | --------------------------------- | --------------------------- | ------- |
| 1 | Apia   | 15 maart 2002 | OFC Nations Cup 2002 kwalificatie | Tonga − Papoea-Nieuw-Guinea | 0 − 0   |
| 2 | Suva   | 1 juli 2003   | South Pacific Games 2003          | Papoea-Nieuw-Guinea − Tonga | 2 − 2   |
| 3 | Apia   | 17 juli 2019  | Pacific Games 2019                | Papoea-Nieuw-Guinea − Tonga | 8 − 0   |

## Samenvatting
| Competitie                   | Totaal gespeeld | Winst Pap.-Nw-Guin. | Gelijk | Winst Tonga | Doelsaldo Pap.-Nw-Guin. – Tonga |
| ---------------------------- | --------------- | ------------------- | ------ | ----------- | ------------------------------- |
| OFC Nations Cup-kwalificatie | 1               | 0                   | 1      | 0           | 0 − 0                           |
| (South) Pacific Games        | 2               | 1                   | 1      | 0           | 10 − 2                          |
| Totaal                       | 3               | 1                   | 2      | 0           | 10 − 2                          |

PNGFA · 
A-internationals · 
Vrouwenelftal van Papoea-Nieuw-Guinea
1969 – 1979 · 
1980 – 1989 · 
1990 – 1999 · 
2000 – 2009 · 
2010 – 2019 ·
2020 − 2029
Amerikaans-Samoa ·
Australië ·
Centraal-Afrikaanse Republiek ·
China ·
Cookeilanden ·
Fiji ·
Filipijnen ·
Indonesië ·
Iran ·
Liberia ·
Maleisië ·
Nieuw-Caledonië ·
Nieuw-Zeeland ·
Salomonseilanden ·
Samoa ·
Singapore ·
Sri Lanka ·
Tahiti ·
Thailand ·
Tonga ·
Vanuatu
TFA · 
Tongaans vrouwenelftal
Interlands
Tegenstander:
Amerikaans-Samoa ·
Australië ·
Cookeilanden ·
Fiji ·
Nieuw-Caledonië ·
Papoea-Nieuw-Guinea ·
Salomonseilanden ·
Samoa ·
Tahiti ·
Vanuatu